# Topolog
Topolog è un comune della Romania di 4 918 abitanti, ubicato nel distretto di Tulcea, nella regione storica della Dobrugia. 
Il comune è formato dall'unione di 7 villaggi: Calfa, Cerbu, Făgărașu Nou, Luminița, Măgurele, Sâmbăta Nouă, Topolog.